# Svinø (Gamborg Sogn)
 Ikke at forveksle med Svinø (Køng Sogn).
Svinø er en ca. 1,1 km² stor ø i Gamborg Fjord, som er en afgrening af Lillebælt sydøst for Middelfart. Øen ligger ved nordsiden af Gamborg Fjord og vest for Gamborg Nor. Noret er dannet af to dæmninger, en mod nord og en mod øst (sidstnævnte har indbygget en sluse), der blev bygget i slutningen af 1700-tallet med henblik på landvinding i østenden af Ellebæk Vig, der ligger nord for Svinø.
Svinø var landingsplads for marsvinefangsten, der var organiseret af et privilegeret laug i Middelfart, hvis historie går tilbage til 1593. Det  bestod af 34 mand fordelt på 12 både; Der var tale om en betydelig, men svingende fangst,  fra ingen til  40‑50 hvaler om ugen. 
Svinø ligger i Natura 2000 -område nr. 112 Lillebælt.